# Михаел Преториус
Михаел Преториус (на немски: Michael Praetorius) е германски композитор, органист и писател. Той е един от най-плодовитите композитори на своето време със значителен принос в развитието на музикалните форми, базирани на протестантски химни.
Фамилното му име на английски език се появява в различни форми, включително Schultze, Schulte, Schultheiss, Schulz и Schulteis.

## Биография
Роден е под името Михаел Шулце в Кройцбург до Айзенах, Германия и е най-младият син на лютерански пастор. Учи в Торгау и Цербст, след което следва теология във Франкфуртския университет (Одер). Работи като органист в църквата „Св. Мария“ във Франкфурт, като преди това работи в съда във Волфенбютел, отново като органист, като от 1604 г. е капелмайстор. От 1613 до 1616 работи в Саксонския съд в Дрезден, където се запознава с модерните аспекти на италианската музика, в това число и на Венецианската школа.